# ローヌ＝アルプ地域圏
ローヌ＝アルプ地域圏（ローヌ＝アルプちいきけん、仏: Rhône-Alpes）は、フランス南東部のかつて存在した地域圏で、首府はフランス第2の都市圏規模のリヨン。リヨンは地域圏内の最大都市でもある。地域圏内にアン県、アルデシュ県、イゼール県、オート＝サヴォワ県、サヴォワ県、ドローム県、ローヌ県、ロワール県計8つの県、そして県と同様の権限を擁するメトロポール・ド・リヨンを含む。地域圏全体の面積・人口・経済規模はいずれもフランス第2位である。
北はかつてのフランシュ＝コンテ地域圏、かつてのブルゴーニュ地域圏、西はかつてのオーヴェルニュ地域圏、旧ラングドック＝ルシヨン地域圏、南はプロヴァンス＝アルプ＝コート・ダジュール地域圏、東はスイスのヴォー州、ヴァレー州、ジュネーヴ州、イタリアのヴァッレ・ダオスタ州、ピエモンテ州と接している。
2016年1月1日にオーヴェルニュ地域圏と統合し、オーヴェルニュ＝ローヌ＝アルプ地域圏となった。

## 行政区画
| 名称                                          | 人口(人)  | 州都/主府/本部                       | 備考       |
| --------------------------------------------- | --------- | ------------------------------------ | ---------- |
| ローヌ県 Rhône                                | 471,026   | リヨン Lyon                          |            |
| メトロポール・ド・リヨン fr:Métropole de Lyon | 1,324,637 | リヨン Lyon                          | 2015年新設 |
| アン県 Ain                                    | 547,000   | ブール＝カン＝ブレス Bourg-en-Bresse |            |
| アルデシュ県 Ardèche                          | 299,000   | プリヴァ Privas                      |            |
| ドローム県 Drôme                              | 458,000   | ヴァランス Valence                   |            |
| イゼール県 Isère                              | 1,145,000 | グルノーブル Grenoble                |            |
| ロワール県 Loire                              | 732,000   | サン＝テチエンヌ Saint-Étienne       |            |
| サヴォワ県 Savoie                             | 392,000   | シャンベリ Chambéry                  |            |
| オート＝サヴォワ県 Haute-Savoie               | 676,000   | アヌシー Annecy                      |            |

## 地理
アルプス山脈を擁し、スイス、イタリア国境と接している。スイスアルプスからレマン湖を経由して地中海へ注ぐローヌ川はリヨンでソーヌ川と合流しこの地域を縦断している。大西洋に注ぐロワール川はアルデシュ県を水源としている。アルプスはアヌシー、シャンベリなどへ豊富で上質な水を供給し、レマン湖畔のエヴィアン＝レ＝バンはミネラルウォーターで特に有名。面積は日本の九州8県と、人口は千葉県と同じぐらい。気候は平地の多い西部は比較的温暖、山がちで標高の高い東部は比較的冷涼であるが、内陸部ということもあり一年を通してほぼ気温差が大きく乾燥している。

## 都市
ローヌ＝アルプ地域圏はフランスで唯一経済的、人口の面でイル＝ド＝フランス地域圏と比較になる地域圏である。これはリヨン - グルノーブル - サン＝テティエンヌの地理的に強力な三角地帯に寄るところが大きい。この地域はジュネーヴからヴァランスまで広がっている。この3つの都市はヨーロッパでの大都市にも相当する。
- リヨン密集地帯 - 1,452,952 人 (2007)、都市圏: 1,798,395 人 (2008)
- グルノーブル密集地帯 - 419,334 人 (1999)、都市圏: 560,222 人 (2008)
- サン＝テティエンヌ密集地域 - 392,041 人 (2008)

この三つの都市圏で275万人が生活している。四つ目の都市圏であるジュネーヴも、その生活圏はローヌ＝アルプ地域圏に広がっている。

## 経済
州都のリヨンは、フランスにおける金融の一大中心的地位を占めている。その他、化学工業や食品工業なども行われている。歴史的遺産も多く、スキーなどの盛んな山岳地帯と併せて観光にも力が入れられている。

## スポーツ
フランスでの3回の冬季オリンピックは全てこの地域で行われた（1924年：シャモニー、1968年：グルノーブル、1992年：アルベールヴィル）。
1998年に行われたサッカーの国際大会、ワールドカップ・フランス大会では、日本代表がエクス＝レ＝バンを滞在地とした。リヨン、サン＝テティエンヌはワールドカップの会場となった。